# Неплатоспроможність банку
Неплатоспроможність банку — неспроможність протягом одного місяця виконати законні вимоги кредиторів; зменшення розміру власних коштів до суми, що становить менше 1/3 суми, встановленої Національним банком України як мінімально необхідної.